# 9-я гвардейская стрелковая дивизия
9-я гвардейская стрелковая Краснознамённая дивизия  — гвардейское формирование (соединение, стрелковая дивизия) РККА ВС СССР, в Великой Отечественной войне.

## История

### 78-я стрелковая дивизия (1-го формирования)
78-я стрелковая дивизия была сформирована в апреле 1932 года в городе Томск. В 1939 году была передислоцирована в Хабаровск.
В начале Великой Отечественной войны дислоцировалась в Уссурийском крае, входила в состав Дальневосточного фронта. В июле 1941 года командиром дивизии был назначен полковник А. П. Белобородов.
В октябре 1941 года дивизия была переброшена с Дальнего Востока под Москву, в район города Истра, и вошла в состав 16-й армии (командующий — генерал-лейтенант К. К. Рокоссовский) Западного фронта (командующий — генерал армии Г. К. Жуков). На тот момент дивизия насчитывала 14 тысяч человек личного состава. Кроме управления, трёх стрелковых полков, в её состав входили один полк лёгкой артиллерии и один гаубичной, три отдельных дивизиона — противотанковый, зенитный и миномётный. Всего насчитывалось свыше 130 артиллерийских и 60 миномётных стволов. Имелось также 12 тяжёлых гаубиц. В разведывательном батальоне — 23 лёгких танка, в автопарке — 450 машин.
С 1 ноября 258-й стрелковый полк дивизии занял участок фронта на линии Мары — Слобода — Городище по реке Озерна с задачей прикрывать Волоколамское шоссе. Остальная часть дивизии была оставлена в качестве резерва 16-й армии. С противоположной стороны фронта ей противостояла 252-я пехотная дивизия Германии.
4 и 5 ноября 258-й стрелковый полк при поддержке артиллерийских частей дивизии принимал участие в частной наступательной операции 16-й армии. Его целью было освободить село Михайловское и оседлать дорогу, которая проходила возле села, с целью недопущения переброски по ней войск противника. Боевую задачу полку удалось выполнить частично: на западном берегу реки Озерна, в районе деревни Федчино, был создан плацдарм, но село Михайловское взять не удалось.
6 и 7 ноября противник контратаковал позиции 258-го полка в районе Федчино, введя в бой части дивизии СС «Рейх». На протяжении этих двух дней и последующей недели немцы безрезультатно пытались выбить полк с плацдарма у Федчино. В этих боях формирования полка понесли серьёзные потери: в некоторых ротах насчитывалось по 40 — 50 человек. Однако остальная часть дивизии — два стрелковых полка — в бой по-прежнему не вводилась. По распоряжению командования армии, она находилась во втором эшелоне обороны.
Решающий момент наступил 16 ноября. В этот день всей дивизии было приказано перейти в наступление с задачей занять село Михайловское и близлежащие деревни Барынино и Ваюхино.
За отвагу в боях, стойкость и мужество личного состава 78-й стрелковой дивизии 26 ноября 1941 года присвоено почётное звание гвардейская и новый войсковой номер.

### 9-я гвардейская стрелковая Краснознамённая дивизия
- В феврале 1942 года дивизия в составе 33-й армии, с марта в составе 43-й армии. С мая в Резерве Ставки ВГК в составе 58-й армии, с июня 7-й резервной армии.
- 3 мая 1942 года награждена орденом Красного Знамени,[1][2] а её 22-й гвардейский стрелковый полк — орденом Ленина.
- С 2 июля 1942 дивизия поступила в подчинение 38-й армии Юго-Западного фронта, заняла оборону на восточном берегу р. Оскол, 5 июля форсировав р. Оскол в районе поселка Каменка, 9 июля на рубеж Голая — Поддубное — Озеров — зап. окр. Ровеньки — Шиянов — Дубовой — Белокуракино, где перешла к обороне, 10 июля с боями отходила на новый оборонительный рубеж по реке Деркул, 14 июля дивизия находилась в районе Новогригорьевская.
- 17 июля 1942 года дивизия передана в распоряжение Сталинградского фронта в состав 21-й армии. В сентябре находится в составе 4-й резервной армии Резерва Ставки ВГК. В октябре в составе Московского военного округа.
- В ноябре 1942 года в составе 43-й армии Калининского фронта. В декабре 1942 года в составе 5-го гвардейского стрелкового корпуса 3-й ударной армии участвовала в Великолукской наступательной операции. В марте 1943 в подчинение 4-й ударной армии, в апреле 1943 в подчинение 43-й армии.
- В июне 1943 года дивизия вошла в состав 2-го гвардейского стрелкового корпуса в подчинение Калининского фронта, с августа вместе с корпусом в составе 39-й армии. В октябре 1943 дивизия вернулась в состав 5-го гвардейского стрелкового корпуса 39-й армии.
- С ноября 1943 года в составе 1-го Прибалтийского фронта, с февраля по март 1944 года дивизия во фронтовом подчинение.
- С апреля 1944 года в составе 2-го гвардейского стрелкового корпуса 6-й гвардейской армии, в которой дивизия воевала до конца войны.
- С 23 июня по 29 августа 1944 года дивизия участвовала в Белорусской стратегической операции.
- Дивизия принимала участие в освобождение Латвийской ССР. Дивизия наступала в направлении на Даугавпилс, преследуя отходящего противника, дивизия с войсками 6-й гвардейской армии к 1 августа 1944 вышла в район 65 км северо-западнее Даугавпилса.
- В августе 1944 года участвовала в боях на реке Мемель, в конце августа дивизия переброшена в район юго-западнее Елгавы, заняла позиции на подступах к городу на линии Добеле — Жагаре, готовясь к оборонительным боям.
- В начале октября 1944 года принимала участие в Мемельской наступательной операции, из района северо-западнее Шяуляя на либавском направлении.
- В течение последующих семи месяцев вела упорные бои с прижатой к морю и отрезанной на Курляндском полуострове группировкой немецко-фашистских войск, участке фронта к востоку от Либавы между р. Вента и районом Приекуле.
- В апреле 1945 года в составе Ленинградского фронта готовилась к решающему наступлению с целью окончательного разгрома курляндской группировки противника.
- С 9 мая 1945 года дивизия проводила прием частей противника, их вооружения, боевой техники и имущества в районе Айзпуте.

## Состав
- управление
- 18-й гвардейский стрелковый Краснознамённый полк
- 22-й гвардейский стрелковый ордена Ленина полк
- 31-й гвардейский стрелковый Краснознамённый полк
- 28-й гвардейский артиллерийский полк
- 210-й гаубичный артиллерийский полк (до 20.03.1942)
- 2-й отдельный гвардейский истребительно-противотанковый дивизион
- 20-й гвардейский миномётный дивизион (до 06.08.1942)
- 6-й гвардейский пулемётный батальон (с 27.10.1942 по 10.02.1943)
- 12-я отдельная гвардейская разведывательная рота
- 3-й отдельный гвардейский саперный батальон
- 51-й (4-й) отдельный гвардейский батальон связи
- 479-й (11-й) медико-санитарный батальон
- 5-я отдельная гвардейская рота химической защиты
- 479-я автотранспортная рота (70-й автотранспортный батальон, 168-я и 10-я автотранспортные роты)
- 608-я (1-я) полевая хлебопекарня
- 566-й (14-й) дивизионный ветеринарный лазарет
- 05337 (485-я) полевая почтовая станция
- 451-я полевая касса Госбанка[3]

## Командиры
- Червинский, Анатолий Николаевич (_.05.1939 — _.03.1940), полковник
- до 4 марта 1941 — комбриг, с 4 июня 1940 генерал-майор Зайцев, Владимир Александрович
- Киндюхин, Василий Аркадьевич (04.03.1941 — 11.07.1941), полковник
- Белобородов, Афанасий Павлантьевич (12.07.1941 — 14.10.1942), гвардии генерал-майор
- Простяков, Игнатий Васильевич (15.10.1942 — 30.01.1944), гвардии генерал-майор
- Гудзь, Порфирий Мартынович (31.01.1944 — 06.06.1944), гвардии полковник
- Бабахин, Николай Иванович (07.06.1944 — 29.06.1944), гвардии генерал-майор (погиб 29.06.1944, подорвался на мине, похоронен в г. Полоцк, 1963 г.)
- Вербов, Яков Яковлевич (30.06.1944 — 21.07.1944), гвардии полковник
- Савчук, Валерий Иванович (22.07.1944 — 01.11.1944), гвардии полковник
- Куропатенко, Дмитрий Семёнович (02.11.1944 — 20.12.1944), гвардии генерал-майор
- Кривомлин, Фёдор Григорьевич (21.12.1944 — 27.01.1945), гвардии подполковник
- Момышулы, Бауыржан (28.01.1945 — 09.05.1945), гвардии полковник

…
- Карпухин, Василий Дмитриевич (октябрь 1945 — сентябрь 1946), генерал-майор[4]

## Отличившиеся воины
- Богданов, Иван Яковлевич, гвардии сержант — командир разведывательного отделения 12-й отдельной гвардейской разведывательной роты.
- Волчков, Иван Никитович, гвардии капитан — командир стрелковой роты 22-го гвардейского стрелкового полка.
- Кашин, Михаил Николаевич, гвардии сержант — командир отделения роты автоматчиков 31-го гвардейского стрелкового полка.
- Козлов, Алексей Иванович, гвардии старший сержант — старший разведчик 28-го гвардейского артиллерийского полка.
- Мягчилов, Анатолий Григорьевич, гвардии лейтенант, командир взвода 18-го гвардейского стрелкового полка.
- Поляков, Иван Иванович, гвардии сержант — разведчик взвода пешей разведки 18-го гвардейского стрелкового полка.
- Смирнов, Владимир Ефимович, гвардии старший сержант, командир отделения отдельного лыжного батальона.
- Соловьёв, Василий Иванович, гвардии красноармеец, стрелок 31-го гвардейского стрелкового полка.

## Память
- В честь дивизии названы улицы в городах Новосибирск[5], Истра[6].
- Дивизия упомянута на плите мемориального комплекса «Воинам-сибирякам», Ленино-Снегирёвский военно-исторический музей.

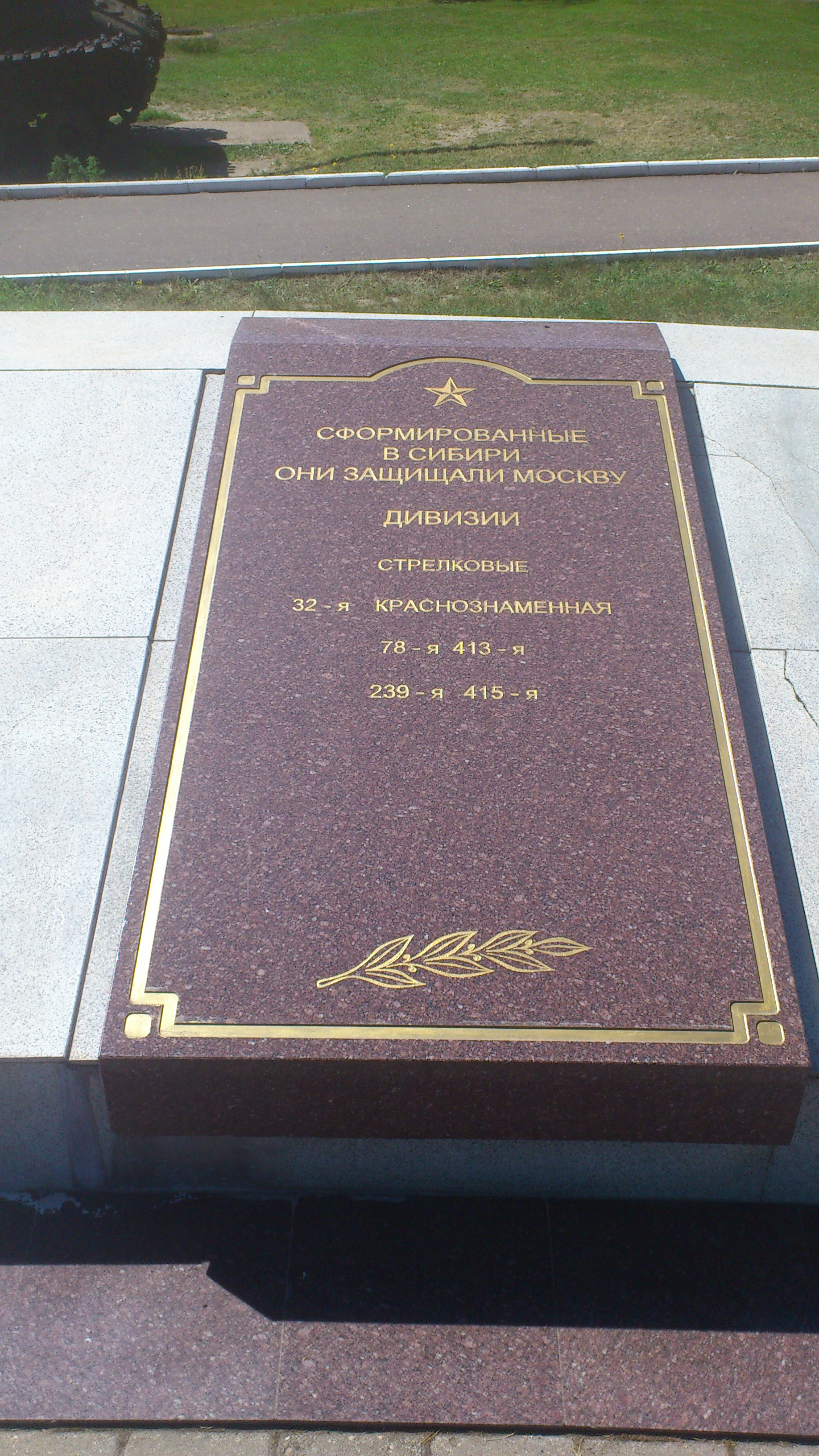
«Сформированные в Сибири, они защищали Москву» — на плите мемориального комплекса «Воинам-сибирякам».
Мемориальный комплекс «Воинам-сибирякам», Ленино-Снегирёвский военно-исторический музей.
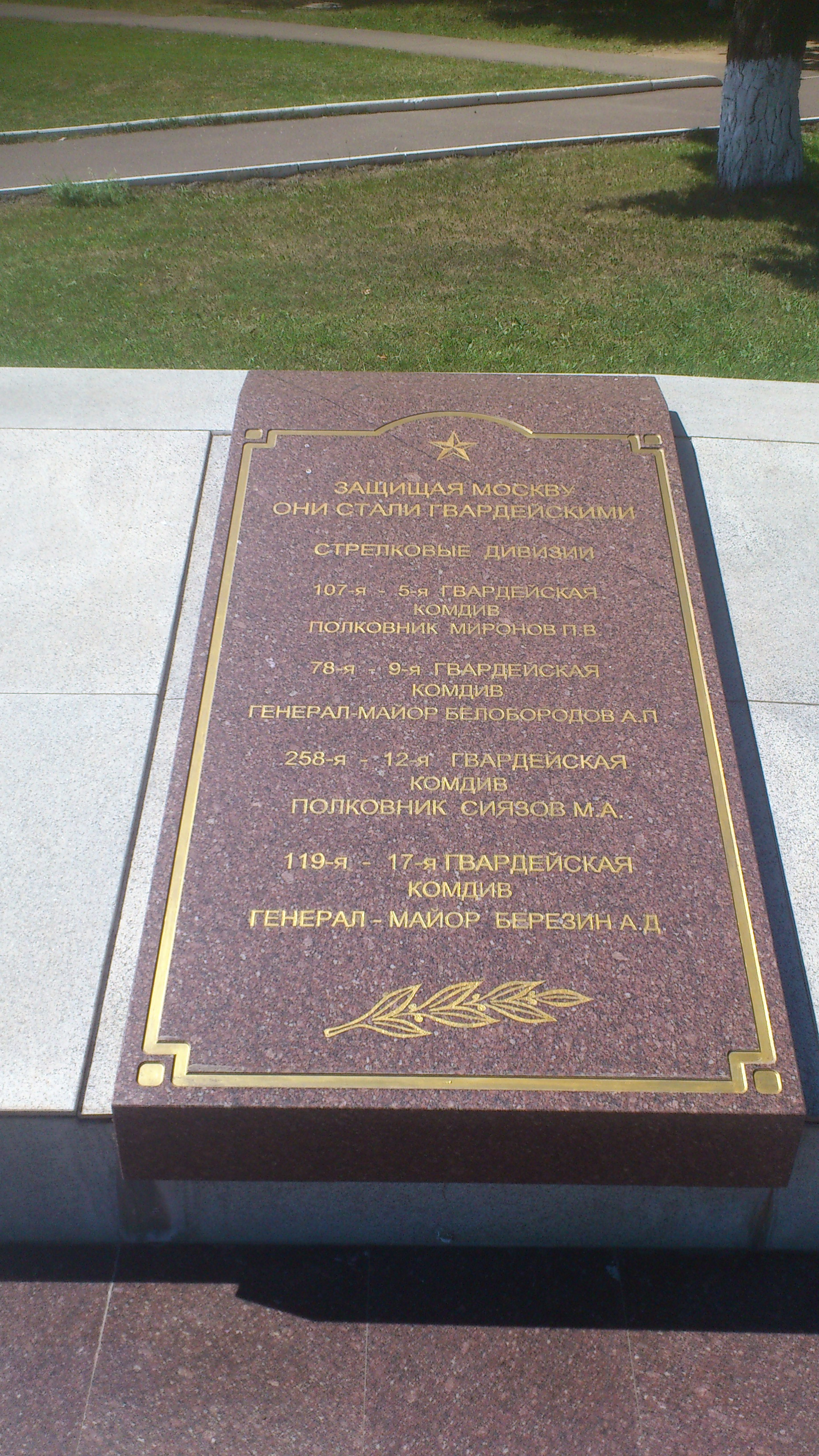
«Защищая Москву, они стали гвардейскими» — на плите мемориального комплекса «Воинам-сибирякам».